# Karel Zejda
Karel Zejda (4. listopadu 1890 Dolní Loučky – 13. března 1977 Penčice) byl český obuvník, průmyslník a podnikatel, zakladatel závodu Kazeto v Přerově zabývajícího se výrobou kožených a lepenkových kufrů, pouzder a zavazadel, ve své době jediného závodu svého druhu v Československu. Po únoru 1948 byl zbaven vlastnictví továrny.

## Život

### Mládí
Narodil se v Dolních Loučkách u Tišnova, vyučil se obuvníkem. Následně se začal zaměřovat na výrobu kožených obuvních svršků.

### Kazeto
Po vzniku samostatného Československa přesídlil Zejda do průmyslově rozvinutého Přerova. Po smrti J. Navrátila roku 1919 odkoupil jeho továrnu na zpracování kůží a výrobu svršků bot. Rostoucí konkurence v obuvnickém průmyslu, zejména intenzivní rozvoj zlínské firmy Baťa, nutila Zejdu vyhledávat nové cesty odbytu koželužského zboží. Roku 1925 firma vsadila na výrobu kožených kufrů, peněženek a zavazadel. Byla přejmenována na Kazeto, což představovalo zkratku slov Karel Zejda továrna (casseta navíc v italštině znamená skříňka).
Produkty závodu následně slavily úspěch a výroba byla nadále modernizována a rozšiřována. V roce 1929 odkoupilo Kazeto část areálu přerovského cukrovaru v Husově ulici, v těsné blízkosti městského nádraží, a vybudovalo zde nový a prostupně rozšiřovaný funkcionalistický tovární areál. Na jeho architektonické i interiérové podobě se podílela manželská dvojice architektů Oskara a Elly Oehlerových. Ti pro Zejdovu rodinu vypracovali též v letech 1937 až 1938 nájemní dům v Přerově, kde rodina žila.
V roce 1932 zaměstnávalo Kazeto na 150 zaměstnanců a výrobní kapacita činila 1500 kufrů denně.

### Po roce 1948
Po převzetí moci v Československu komunistickou stranou v únoru 1948 byla firma v rámci znárodnění veškerého hospodářství ve státě Karlu Zejdovi odebrána a transformována do národního podniku, se zachováním názvu značky. Zejdovi bylo umožněno, jakožto osobě klasifikované jako tzv. třídní nepřítel, nadále v továrně vykonávat pouze podřadné profese. Rodinný nájemní dům byl rozdělen na pět bytových jednotek a Zejdovi se museli vystěhovat do letního domku v Penčicích za Přerovem. Závěr svého života strávil Zejda ve starobním důchodu.

### Úmrtí
Karel Zejda zemřel 13. března 1977 v Penčicích ve věku 86 let a byl pohřben v rodinné hrobce na Městském hřbitově v Přerově.

### Po smrti
Se svou manželkou měli syna Karla Zejdu mladšího (1923–2010).
Po sametové revoluci roku 1989 byl závod v restitučním řízení navrácen rodině Karla Zejdy, která podnik transformovala ve s.r.o. a nadále pokračuje ve výrobě tradičního sortimentu (2020).